# Man of Action Studios
Man of Action Entertainment je americká skupina scenáristů specializující se na tvorbu televizních seriálů, filmů, komiksů a animací. Studio je nejlépe známo pro jejich franšízu Ben 10, seriál Generator Rex či komiks Big Hero 6.
Man of Action Entertainment bylo založeno v roce 2000. Studio je vlastněno a provozováno autory komiksů a umělci Duncanem Rouleauem, Joem Caseym, Joem Kellym a Stevenem T. Seaglem.

## Seznam děl Man of Action Entertainment

### Televizní seriály
| Název                                | Rok premiéry  | Rok finále    | Produkční společnost                                                                                      | Stanice                                                                       |
| ------------------------------------ | ------------- | ------------- | --- | ----------------------------------------------------------------------------- |
| Ben 10                               | 2005          | 2008          | Cartoon Network Studios                                                                                   | Cartoon Network                                                               |
| Ben 10: Síla vesmíru                 | 2008          | 2010          | Cartoon Network Studios                                                                                   | Cartoon Network                                                               |
| Ben 10: Dokonalý mimozemšťan         | 2010          | 2012          | Cartoon Network Studios                                                                                   | Cartoon Network                                                               |
| Generator Rex                        | 2010          | 2013          | Cartoon Network Studios                                                                                   | Cartoon Network                                                               |
| Avengers: Nejmocnější hrdinové světa | 2010          | 2013          | Marvel Animation                                                                                          | Disney XD Teletoon CITV                                                       |
| Ben 10: Omniverse                    | 2012          | 2014          | Cartoon Network Studios                                                                                   | Cartoon Network                                                               |
| Gormiti Nature Unleashed             | 2012          | 2014          | Giochi Preziosi Mondo TV                                                                                  | Cartoon Network, Boing                                                        |
| Dokonalý Spiderman                   | 2012          | 2017          | Marvel Animation                                                                                          | Disney XD                                                                     |
| Monsuno                              | 2012          | 2014          | Jakks Pacific Dentsu Entertainment Inc. The Topps Company Larx Entertainment FremantleMedia North America | Nicktoons , CITV Nickelodeon , K2 YTV TV Tokyo Go!, Nickelodeon Spacetoon MTV |
| Avengers - Sjednocení                | 2013          | dosud         | Marvel Animation                                                                                          | Disney XD                                                                     |
| Ben 10: Reboot (2016)                | 2016          | dosud         | Cartoon Network Studios                                                                                   | Cartoon Network                                                               |
| Zak Storm                            | 2016          | dosud         | Zagtoon Method Animation De Agostini Editore SAMG Animation MNC Animation                                 | Canal J Discovery Family POP RCTI                                             |
| Big Hero 6: The Series               | 2017          | dosud         | Disney Television Animation                                                                               | Disney XD Disney Channel                                                      |
| Mega Man                             | 2018          | bude oznámeno | Capcom co. ltd. DHX Media Dentsu Entertainment Inc. Film Roman DHX Studios Vancouver                      | Cartoon Network Family Chrgd                                                  |
| Knights of the Zodiac: Saint Seiya   | bude oznámeno | bude oznámeno | Toei Animation                                                                                            | Netflix                                                                       |

### Komiksy / Grafické romány
| Název                                      | Autor            | Vydavatelství       |
| ------------------------------------------ | ---------------- | ------------------- |
| "Hell Cop"                                 | Joe Casey        | Image               |
| "Codeflesh"                                | Joe Casey        | Image               |
| "Gødland"                                  | Joe Casey        | Image               |
| "Nixon's Pals"                             | Joe Casey        | Image               |
| "Krash Bastards"                           | Joe Casey        | Image               |
| "Charlatan Ball"                           | Joe Casey        | Image               |
| "Officer Downe"                            | Joe Casey        | Image               |
| "Ziggy Marley's Marijuanaman"              | Joe Casey        | Image               |
| "Butcher Baker, Righteous Maker"           | Joe Casey        | Image               |
| "Doc Bizarre M.D."                         | Joe Casey        | Image               |
| "The Bounce"                               | Joe Casey        | Image               |
| "Sex"                                      | Joe Casey        | Image               |
| "M. Rex"                                   | Joe Kelly        | Image               |
| "I Kill Giants"                            | Joe Kelly        | Image               |
| "Four Eyes"                                | Joe Kelly        | Image               |
| "Douglas Fredericks and The House of They" | Joe Kelly        | Image               |
| "Bad Dog"                                  | Joe Kelly        | Image               |
| "M. Rex"                                   | Duncan Rouleau   | Image               |
| "The Nightmarist"                          | Duncan Rouleau   | Image               |
| "The Great Unknown"                        | Duncan Rouleau   | Image               |
| "Soul Kiss"                                | Steven T. Seagle | Image               |
| "Kafka"                                    | Steven T. Seagle | Image               |
| "Solstice"                                 | Steven T. Seagle | Image               |
| "American Virgin"                          | Steven T. Seagle | DC Comics / Vertigo |
| "Batula"                                   | Steven T. Seagle | Image               |
| "Frankiestein"                             | Steven T. Seagle | Image               |
| "The Crusades"                             | Steven T. Seagle | Image               |
| "Read Diary"                               | Steven T. Seagle | Image               |